# Municipio de Mount Pleasant (condado de Labette)
El municipio de Mount Pleasant (en inglés: Mount Pleasant Township) es un municipio ubicado en el condado de Labette en el estado estadounidense de Kansas. En el año 2010 tenía una población de 1335 habitantes y una densidad poblacional de 14,23 personas por km².

## Geografía
El municipio de Mount Pleasant se encuentra ubicado en las coordenadas 37°9′56″N 95°19′11″O / 37.16556, -95.31972. Según la Oficina del Censo de los Estados Unidos, el municipio tiene una superficie total de 93.84 km², de la cual 93,15 km² corresponden a tierra firme y (0,73 %) 0,69 km² es agua.

## Demografía
Según el censo de 2010, había 1335 personas residiendo en el municipio de Mount Pleasant. La densidad de población era de 14,23 hab./km². De los 1335 habitantes, el municipio de Mount Pleasant estaba compuesto por el 92,88 % blancos, el 0,52 % eran afroamericanos, el 2,25 % eran amerindios, el 0,37 % eran de otras razas y el 3,97 % eran de una mezcla de razas. Del total de la población el 2,17 % eran hispanos o latinos de cualquier raza.